# Tellusgruppen
Tellusgruppen AB är ett svenskt publikt aktiebolag verksamt i barnomsorgs- och utbildningsbranschen. 
Tellusgruppen är noterat på Nasdaq First North Growth Market med tickersymbol TELLUS sedan april 2021.

## Verksamhet
Tellusgruppen grundades 2012 som moderbolag för Tellusbarn av Narges Moshiri, tillika styrelseledamot och vice ordförande, och Bijan Fahimi, verkställande direktör. Koncernen är 2023 huvudman för 28 förskolor, 7 grundskolor, tillhandahåller barnpassning genom dotterbolaget Nanny by Tellus och utbildningstjänster genom dotterbolaget Omniglot och Språkservice 24.
Tellusgruppen har över 2 000 inskrivna barn och elever och cirka 500 medarbetare. Koncernens förskolor är belägna i Stockholms län och Uppsala län medan grundskoleverksamheten drivs i Stockholm, Enköping och Linköping.

### Dotterbolag
- Tellusskolan
- Tellusbarn
- Tellus Academy
- Nanny by Tellus
- Omniglot
- Språkservice 24

## Ekonomi
Tellusgruppen hade under bokslutsåret 2022–2023 en omsättning på cirka 350 miljoner kronor och har sedan 2019 haft en årlig tillväxt på 39 procent i snitt per år. Räkenskapsåret 2022 gjorde Tellusgruppen ett resultat efter finansnetto på minus 5,3 miljoner kronor. 

## Omnämnanden i media
I mars 2014 blev Hälsans förskola (f.d. Tellusbarn) föremål för granskning av Sveriges Televisions Uppdrag Granskning, som hävdade att  företagets förskolor hade ovanligt låg matbudget och torftig mat för förskolebarnen i syfte att generera högre vinst. Fahimi hävdade att problemet endast förekommit på en av förskolorna, den i Nacka. Granskningen fick omfattande uppmärksamhet och nominerades till Kristallen 2014 i kategorin Årets granskning. En oberoende utredning utförd 2014 av PwC visade att matbudgetarna höjts och att Hälsans skola inte avvek från det normala gällande anmälningar eller ekonomiska transaktioner.
Bolaget som senare utvecklades till Tellusgruppen etablerade sig i flera kommuner och hade 2023 över 26 förskolor. Tellusgruppen förvärvade även grundskolor och hade inför läsåret 23/24 sju grundskolor och verksamhet även inom barnpassning och språktjänster under varumärkena Tellusbarn och Tellusskolan. I februari 2023 publicerade SVT statistik som visade att bolaget under de senaste fem åren hade näst högst tillväxt bland alla friskolor i Sverige som mellan 2017 och 2021 lyckades mer än fördubbla sin omsättning.
En granskning utförd av Dagens ETC som publicerades i april 2023 visar på brister i verksamheten rörande barnens kost och personalens arbetsförhållanden. På förskolan Torget i Rinkeby vittnar personal om att barnen inte får äta sig mätta och att ledningen medvetet vilseleder Statens skolinspektion genom att instruera sin personal i hur de ska svara på myndighetens frågor. Personal vittnar också om att man förhindrats att göra orosanmälningar till socialtjänsten rörande barn som utsätts för vanvård eller far illa. Tellusgruppen själva menar att maten på förskolan är näringsriktig, god och att mediabilden som målats upp inte stämmer. Torget i Rinkeby har även fått goda omdömen i Skolinspektionens granskning av förskolor i socioekonomiskt utsatta områden från juli 2023.